# 韋勤信
韋勤信 KC （1956/1957年—），加拿大政治人物、律師和醫生，2018年-20年間出任卑詩自由黨黨魁和卑詩省官方反對黨主席。他從2013年-22年間以卑詩自由黨黨員身份擔任卑詩省議會溫哥華奎秦拿選區議員，並曾在前省長簡蕙芝內閣中先後出任該省的科技、創新及公民服務廳長、專上教育廳長和律政廳長。

## 早年生活及事業
韋勤信於澳洲布里斯本出生，四歲時跟隨家人移居加拿大，在卑詩省內陸錦祿市定居。他父親其後獲加拿大聯邦政府聘用，舉家遂遷居亞伯達省。他在亞伯達大學攻讀醫學博士學位期間獲得羅德獎學金，暫停該學位並到牛津大學莫德林學院進修，此後再到戴爾豪斯大學修讀法律，1987年從該校獲取法學博士學位。
他返回亞伯達大學完成醫學博士學位後曾在、利魯逸（Lillooet）和迪斯湖（Dease Lake）等卑詩省城鎮行醫。他曾於1993年-95年間出任卑詩公民自由協會主席。
他於1993年與芭芭拉·格蘭瑟姆（Barbara Grantham）結婚，兩人育有三名子女。

## 從政
韋勤信於1998年-2001年間出任卑詩自由黨主席，該黨於2001年省選上台執政後他則改任卑詩省經濟發展廳副廳長至2006年，期間亦曾任跨政府事務副廳長兩年。他於2006年離開省政府，改到麥卡錫泰特羅爾律師事務所（McCarthy Tétrault）的溫哥華辦公室出任合夥人，並於2008年成為御用大律師。
溫哥華奎秦拿選區省議員韓仕新於2012年宣布退出政壇後，在該選區居住的韋勤信決定競逐該議席。他先於2013年2月擊敗前溫哥華市議員蘇安彤，獲取該選區的自由黨候選人提名，再於同年5月舉行的省選中贏取該議席，首度晉身卑詩省議會。同年6月他獲省長簡蕙芝委入內閣，出任科技、創新及公民服務廳長，2014年12月則調任專上教育廳長。
韋勤信於2017年5月舉行的省選中連任溫哥華奎秦拿選區省議員，然而自由黨只贏取省議會87個議席中的43席，無法繼續以多數政府姿態執政。在此懸峙議會局面下，簡蕙芝於同年6月組閣，韋勤信獲調任為律政廳長。持有41席的新民主黨與持有3席的綠黨達成合作協議，並於同年6月29日在省議會向自由黨政府提出不信任動議。動議以44-42票通過，自由黨遂失去執政權，韋勤信的律政廳長任期亦隨著新民主黨少數政府於同年7月就任而終結。
簡蕙芝於2017年7月宣佈辭去自由黨黨魁職務，而韋勤信則於同年9月末宣佈角逐該職。他於2018年1月公布與對手麥德莊達成協議，各自鼓勵支持者在選票上將對方列為第二人選。在2018年2月3日舉行的黨魁選舉中，韋勤信在第五輪投票獲得53.11%選票當選黨魁。
新民主黨政府公布2019年財政預算後，韋勤信發言指作為一個租客是「人生中一段怪誕時期，但也可以很愉快的」。在低陸平原樓價和房租高企的局面下，這番言論被批評為離地和無視省内租客的困境。另一方面，2020年省選競選期間一段影片暴光，當中可見自由黨候選人湯絲慧發表針對新民主黨候選人馬博文的性別主義言論，韋勤信和其他自由黨候選人則以笑聲附和。韋勤信後來雖就此致歉，但其領導能力仍受外界質疑。
執政新民主黨被視為有效應對2020年冠狀病毒疫情遂民望高企，省長賀謹因此宣布提早解散省議會並舉行省選。在2020年10月24日舉行的省選中，新民主黨贏取多數政府繼續執政，而韋勤信領導下的自由黨則贏取省議會87個議席中的28席，較選前減少13席，為該黨自1991年省選以來的最差成績。連任溫哥華奎秦拿選區省議員的韋勤信於選後兩日宣布辭任黨魁，並於同年11月自由黨選出臨時黨魁前正式離職。他於2022年2月17日辭任省議員，讓新任黨魁馮宜幹透過贏取溫哥華奎秦拿選區議席補選重回省議會。

### 備註
1. ↑  原文為：「It's kind of a wacky time of life, but it can be really enjoyable.」

## 外部連結
- （英文）韋勤信網站 （页面存档备份，存于）
- （英文）卑詩省議會網站 韋勤信議員簡介 （页面存档备份，存于）